# エマニュエレ・フィリベルト級戦艦
エマニュエレ・フィリベルト級戦艦 (Corazzate della Classe Emanuele Filiberto) はイタリア海軍が建造した二番目の前弩級戦艦の艦級である。アミラーリオ・ディ・サイント・ボン級とする資料もある。

## 開発
海外植民地（イタリア領エリトリア）を獲得したイタリアは、植民地の治安維持や交易路防衛のため多数の軍艦を必要とするようになったことから、本級は小型・安価な戦艦として建造された。政府からは排水量を従来艦の三割減とするよう要求されており、主砲威力・速力とも控えめなものとなった。建造中に頻繁に計画が変更されたため、起工から竣工までおよそ8年を要している。

## 艦形

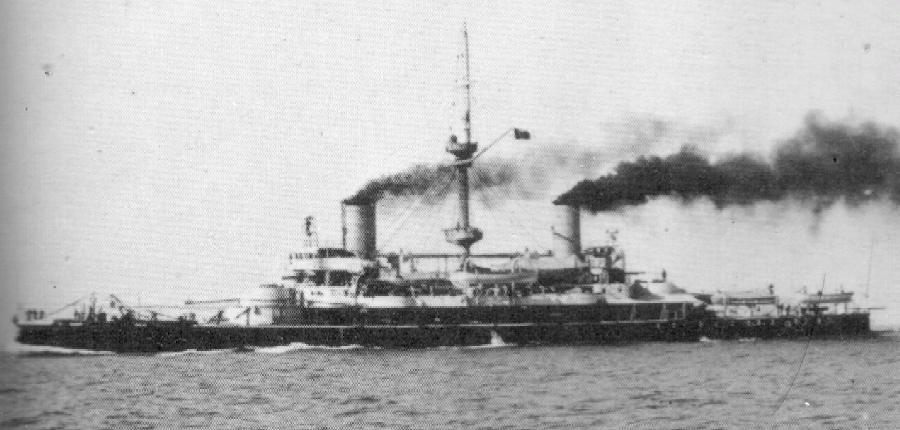
竣工当時の「アミラーリオ・ディ・サイント・ボン」

船体形状は当時の主流である平甲板型船体で、艦首水面下に衝角を持つ艦首から前部甲板上に「アームストロング 1898年型 25.4cm（40口径）砲」を前向きに連装式の砲塔に収めて1基を配置。艦橋構造は司令塔を下部に組み込んだ船橋を両側に持つ箱型艦橋が立つ。その背後から上部構造物が始まり、2本煙突は、この頃のイタリア戦艦の特徴である缶室分離配置により1番煙突と2番煙突は顕著に前後に離されており、船体中央部に単脚式のマストが1本立っていた。煙突の周囲には煙管型の通風筒が立ち並び、舷側部には副砲の「アームストロング 1892年型 15.2cm（40口径）速射砲」が舷側ケースメイト配置で単装砲架で片舷4基ずつ計8基が配置されていた。通風筒の外側は艦載艇置き場となっており、2番煙突の後ろで上部構造物は終了し、甲板一段分下がった後部甲板上に後向きに2番連装主砲塔1基が配置されていた。この武装配置により前後方向に最大25.4cm砲2門、15.2cm砲2門が指向でき、左右方向に最大25.4cm砲4門、15.2cm砲4門が指向できた。

## 武装

### 主砲

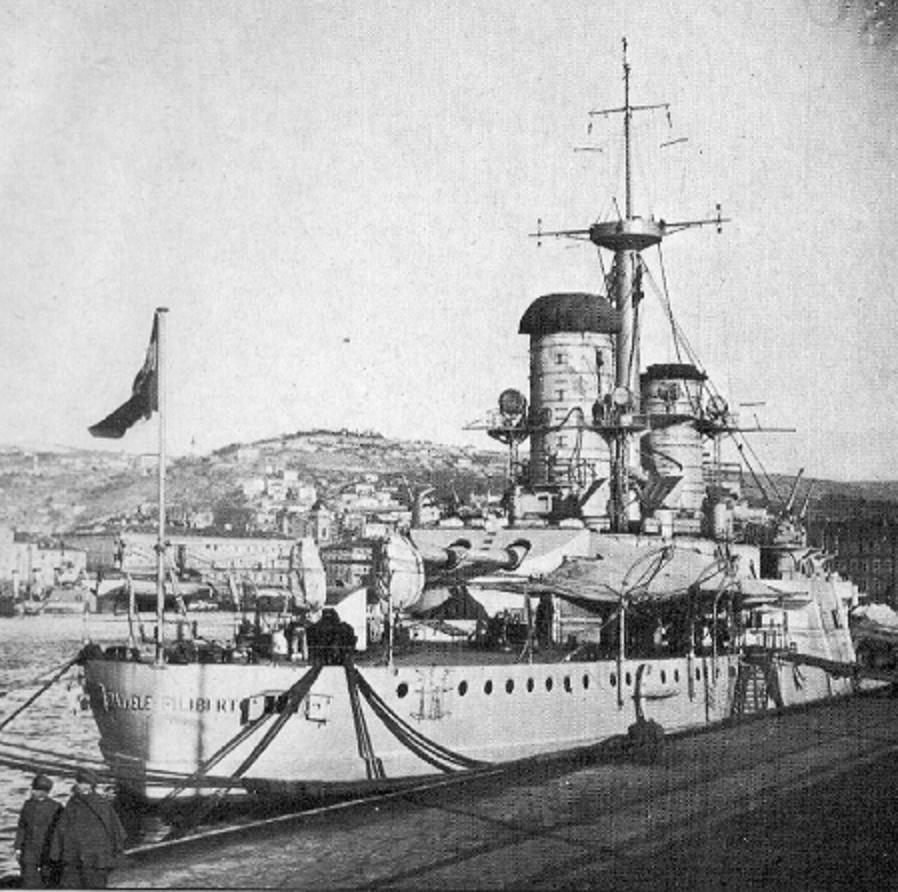
竣工当時の「エマニュエレ・フィリベルト」

主砲は当時のイタリア海軍でも艦砲はアームストロング社に一任してあったため、本型も「アームストロング 1898年型 25.4cm（40口径）砲」を採用した。その性能は227kgの砲弾を、最大仰角20度で18,000mまで届かせられた。この砲を新設計の連装式の砲塔に収めた。砲塔の俯仰能力は仰角20度・俯角5度である。旋回角度は単体首尾線方向を0度として左右125度の旋回角度を持つ、主砲身の俯仰・砲塔の旋回・砲弾の揚弾・装填は主に水圧で行われ、補助に人力を必要とした。発射速度は1分間に1.5発であった。

### その他の備砲・水雷兵装
副砲は建造元のイタリアがイギリス企業に依存していたため「アームストロング 1892年型 15.2cm（40口径）速射砲」を採用した。この砲はイギリス前弩級戦艦「ロイヤル・サブリン級」や同時期のイタリア｢装甲巡洋艦「ジュゼッペ・ガリバルディ級」の副砲にも採用されている優秀砲である。その性能は45.3kgの砲弾を、最大仰角15度で9,140mまで届かせられた。この砲を単装砲架で舷側ケースメイト（砲郭）配置で片舷4基ずつ計8基を配置した。俯仰能力は仰角15度・俯角3度である。旋回角度は舷側方向を0度として左右150度の旋回角度を持つ、砲身の俯仰・砲塔の旋回・砲弾の揚弾・装填は主に人力を必要とした。発射速度は1分間に5～7発と速かった。
他に対水雷艇迎撃用に「アームストロング 12cm（40口径）単装速射砲」を採用した。この砲は長命で、イタリア海軍最後の戦艦である「ヴィットリオ・ヴェネト級」にも礼砲や照明弾撃ち出しのために搭載されていた。その性能は重量20.4kgの砲弾を仰角20度で9,050mまで届かせることが出来た。砲架の俯仰能力は仰角20度・俯角5度で、旋回角度は360度の旋回角度を持っていた。主砲身の俯仰・砲塔の旋回・砲弾の揚弾・装填は主に人力を必要とした。発射速度は毎分5～6発である。これを舷側ケースメイト配置で片舷4基ずつ計8基を装備した。近接戦闘用としてこの時代の軍艦に広く採用されたフランスのオチキス社の「4.7cm（43口径）単装砲」を単装砲架で8基装備した。他に対艦攻撃用に45.7cm魚雷発射管を舷側部に単装で4基配置していた。

## 運用
1911年から1912年の伊土戦争では、対地砲撃に従事した。第一次世界大戦の勃発により退役は延長されたが、大戦中に大きな活動は行っておらず、1920年に除籍された。

## 同型艦
- エマヌエレ・フィリベルト[1]
- アミラーリオ・ディ・サイント・ボン[1]

## 参考図書
- 「Conway All The World's Fightingships 1860-1905」（Conway）
- 「Conway All The World's Fightingships 1906–1921」（Conway）
- 「世界の艦船増刊第41集　イタリア戦艦史」（海人社）
- 門田充弘ほか『世界の艦艇 完全カタログ』コスミック出版、2019年7月25日。ISBN 978-4-7747-8657-5。